# النادي الأهلي (بيت حانون)
نادي شباب بيت حانون الأهلي أو كما هو معروف باسم مختصر أهلي بيت حانون هو واحد من أندية قطاع غزة الرياضية، من مدينة بيت حانون، ويلعب في دوري الدرجة الأولى في قطاع غزة.

## النادي
يتدرب النادي في ملعب بيت حانون، ومدربه اليوم هو نادر النمس.
اجتمع مع بين بيت حانون الرياضي في ديربي بيت حانون في فترة وجود أهلي بيت حانون في الدوري الفلسطيني الممتاز لقطاع غزة، ولكن مع هبوط أهلي بيت حانون إلى دوري قطاع غزة الدرجة الأولى لم يعد هذا الديربي موجودا.

## البطولات
- دوري قطاع غزة الدرجة الثانية للأعوام 2015-2016
- دوري قطاع غزة الدرجة الأولى للأعوام 2017–2016[4]

## روابط خارجية
- صفحة النادي على موقع فيسبوك